# Fort de Bondues
Le fort de Bondues, appelé brièvement fort Lobau, est un fort semi-enterré situé à Bondues qui faisait partie de la ceinture de douze forts qui entourait Lille. Ce fort est situé au nord-nord-est de la place, à 41 mètres d'altitude.

## Histoire
Fortification lilloise du système Séré de Rivières, il fut construit entre 1875 et 1885 près du point de confluence de la Marque et de la Deûle, sur le bord de la route nationale 17 qui relie Lille à Menin, principale voie de communication vers la Belgique.
Par le décret du 21 janvier 1887, le ministre de la Guerre Georges Boulanger renomme tous les forts, batteries et casernes avec les noms d'anciens chefs militaires. Pour le fort de Bondues, son « nom Boulanger » est en référence au général d'Empire Georges Mouton, comte de Lobau : le nouveau nom devait être gravé au fronton de l'entrée. Dès le 13 octobre 1887, le successeur de Boulanger au ministère, Théophile Ferron, abroge le décret. Le fort reprend officiellement son nom précédent.
En forme de trapèze (240 m x 150 m), il est constitué d'un rempart de briques rouges de 720 mètres de périmètre, entouré d'un fossé de 8 m de large. 800 hommes et 40 pièces d'artillerie pouvaient y être abrités. Il intégrait une coupole cuirassée, mais ne disposait pas d'abris ou de magasins à l'épreuve des nouveaux obus et explosifs. De plus il était vulnérable à partir des hauteurs de Mouvaux. Il a donc peu servi en tant qu'élément de défense.
Il est d'abord occupé par le 43e régiment d'infanterie, de 1894 à 1899, puis sert à des exercices d'artillerie. Du 13 octobre 1914 au 17 octobre 1918, il est occupé par l'Armée allemande. Pendant la Seconde Guerre mondiale, il est de nouveau occupé par l'Armée allemande à laquelle il sert de dépôt de munitions (bombes pour l'aviation allemande) et, du 17 mars 1943 au 1er mai 1944, de lieu d'exécution (68 résistants de la Région y ont été tués, certains d'entre-eux auraient été volontairement dénoncés dans le cadre de l'opération fortitude). C'est pourquoi les vestiges du fort abritent aujourd'hui un musée consacré à la Résistance de la région du Nord-Pas de Calais.

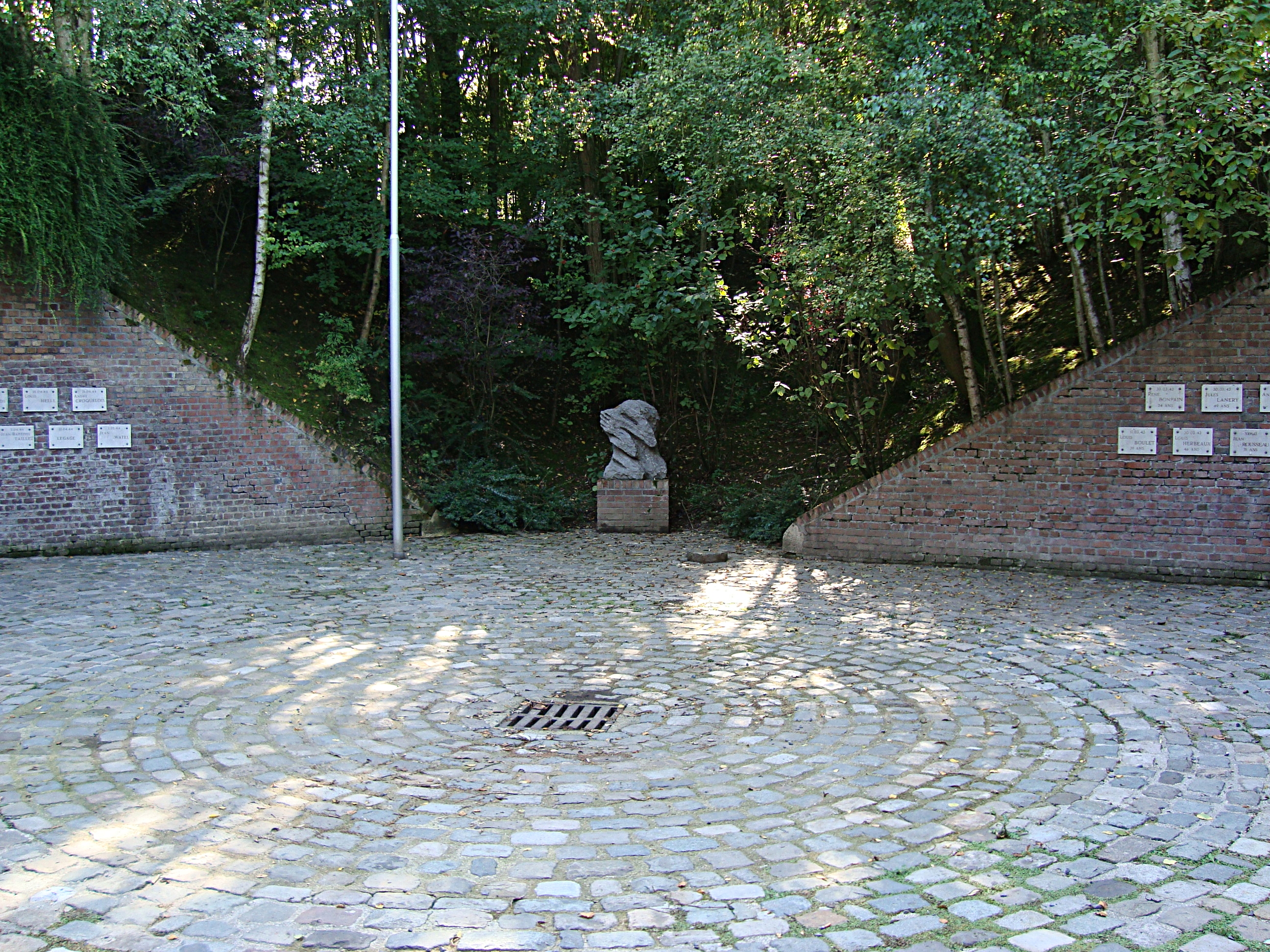
Cour sacrée du fort Lobau de Bondues (Nord) dans laquelle se dresse, depuis juin 1965, un mémorial rappelant les 68 résistants qui y furent exécutés entre 1943 et 1944.

En quittant le lieu, le 1er septembre 1944, les Allemands dynamitent le fort. Démilitarisé en 1962, il ne sera redécouvert et réhabilité que dans les années 1980. Il ne reste aujourd'hui qu'un tiers environ du fort dont notamment le lieu où ont été exécutés les 68 résistants.

## Musée de la Résistance

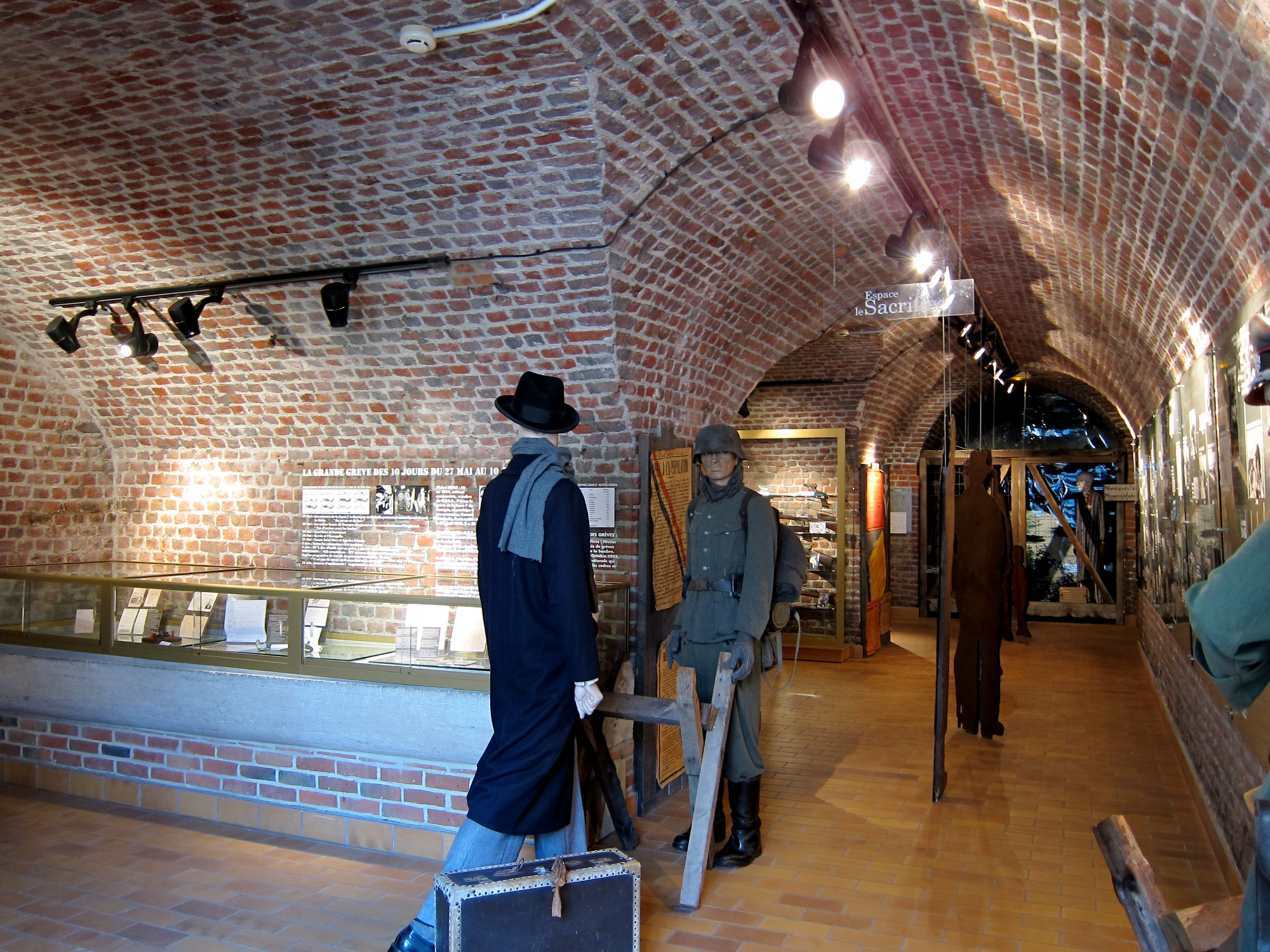
image pertinente du sujet de la page (fort de bondu)

Depuis septembre 1997, le fort abrite le musée de la Résistance de Bondues, musée municipal, géré par la mairie où l'association Souvenir de la Résistance et des fusillés du fort de Bondues contribue à entretenir le souvenir des 68 résistants exécutés entre 1943 et le départ des Allemands. Il vise à maintenir vivante la mémoire de la Résistance dans la région. Différentes manifestations sont régulièrement organisées à cette fin : conférences, expositions, vente de souvenirs, visites pour les écoles, etc.

Les personnes fusillées entre 1943 et le départ des Allemands appartenaient à divers mouvements de résistance : Voix du Nord, Organisation civile et militaire, Libération Nord, Alliance, et d'autre mouvements. Ils sont Français, mais aussi Belges, communistes des Francs-tireurs et partisans ou pas. Le plus connu d'entre eux fut peut-être René Bonpain dit l'abbé Bonpain, fusillé en 1943.

## Galerie

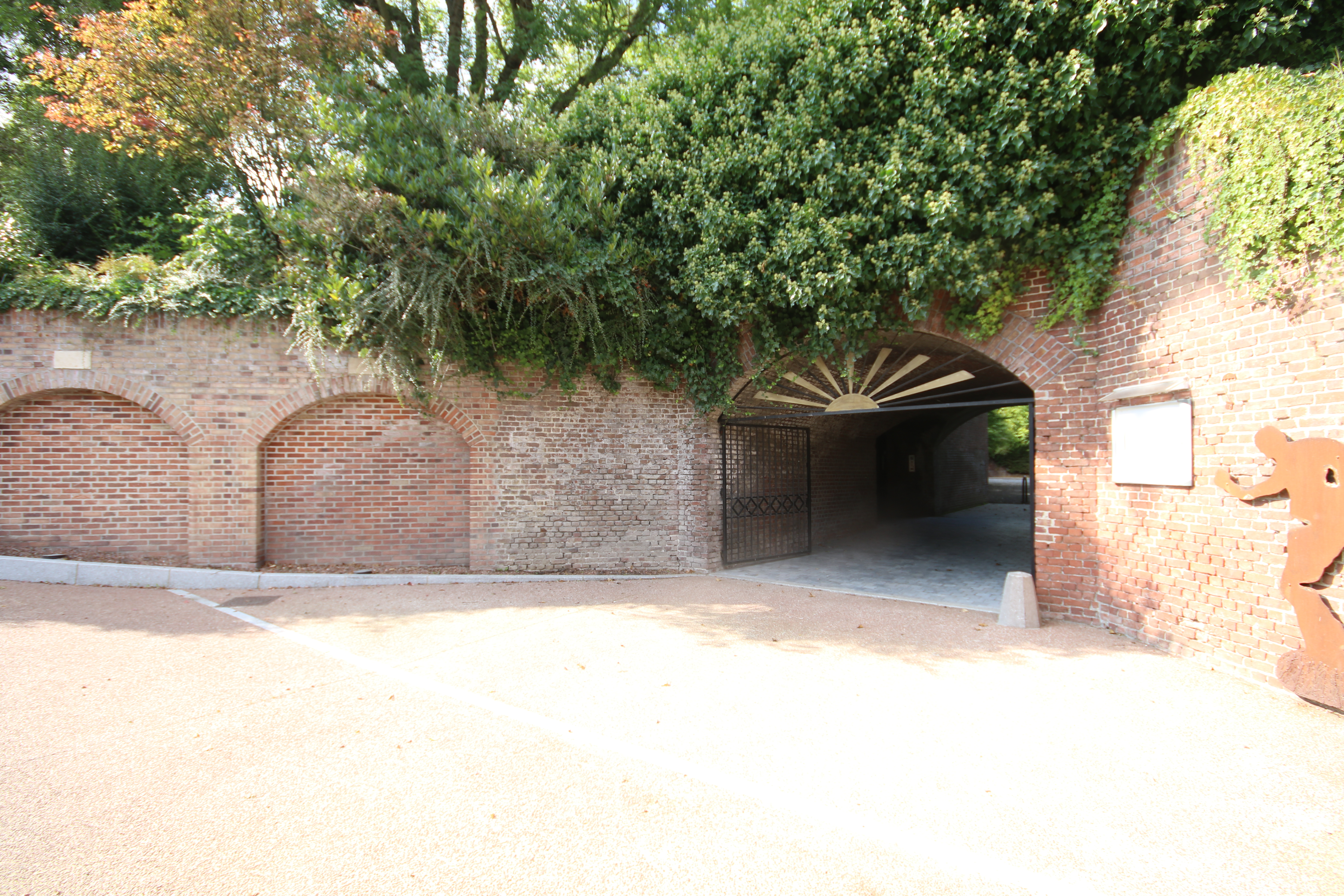
L'entrée du musée du fort
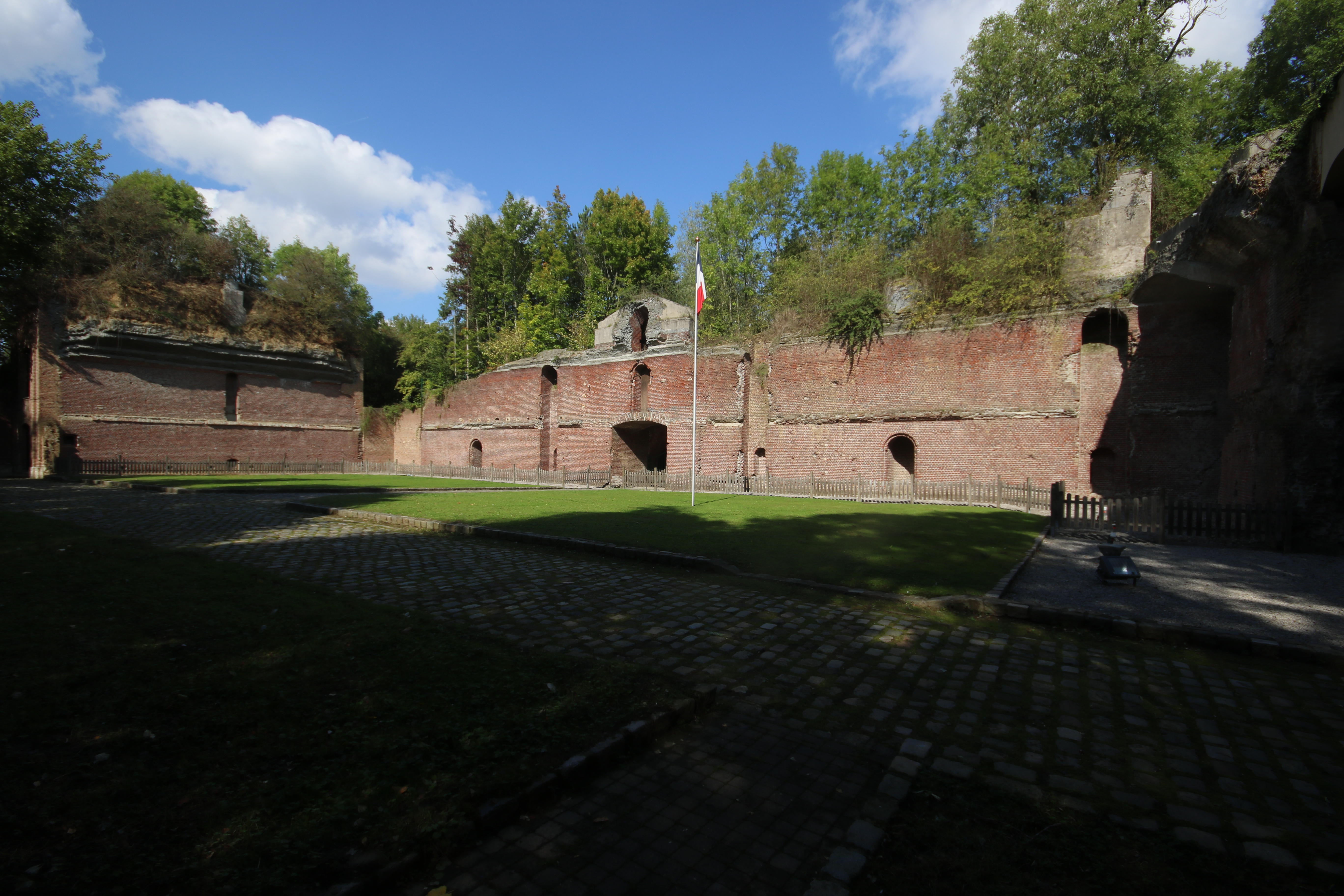
Le casernement détruit du fort
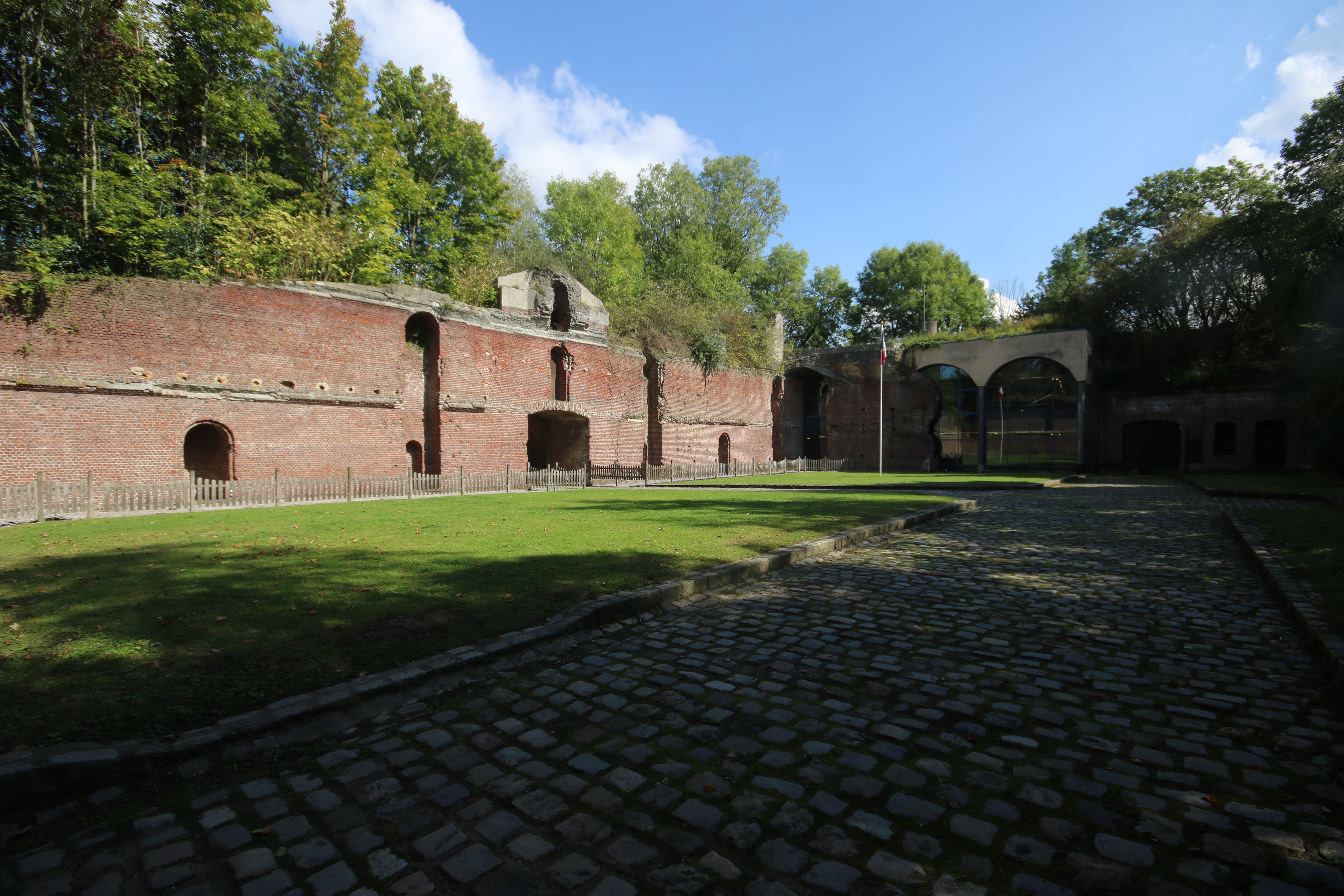
Vue sur la cour et le casernement du fort
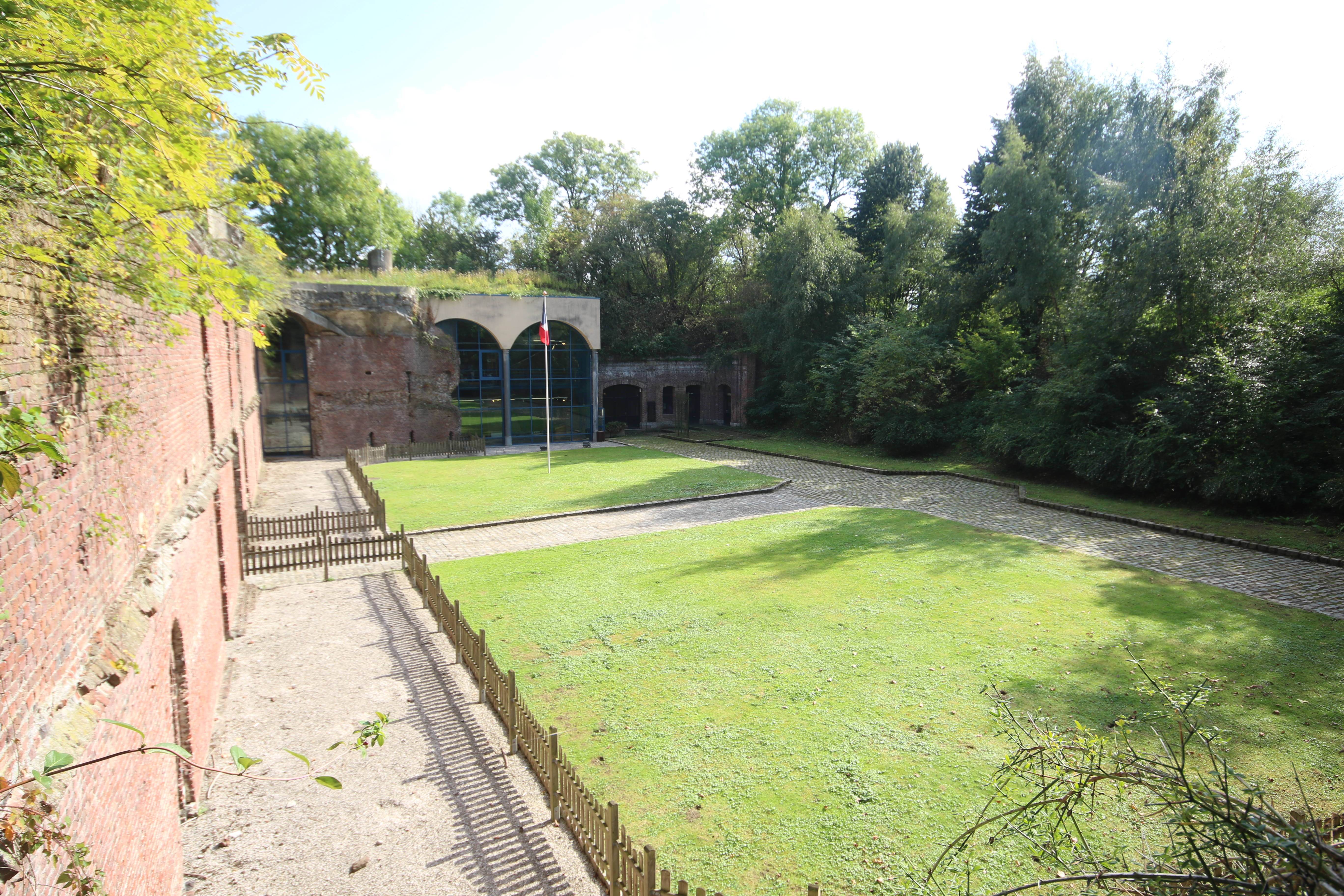
Les restes du casernement du fort
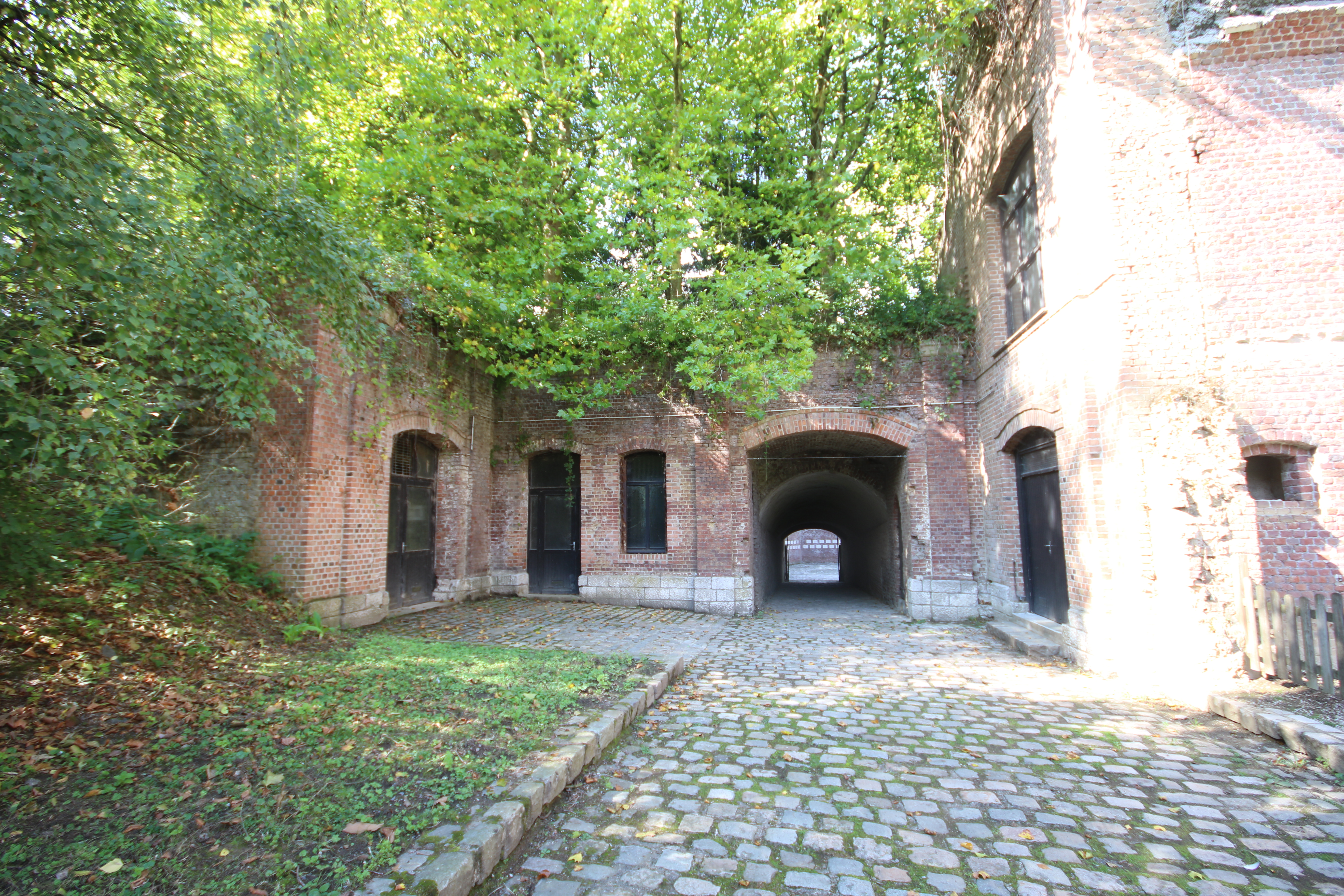
Un passage vers la cour sacrée du fort
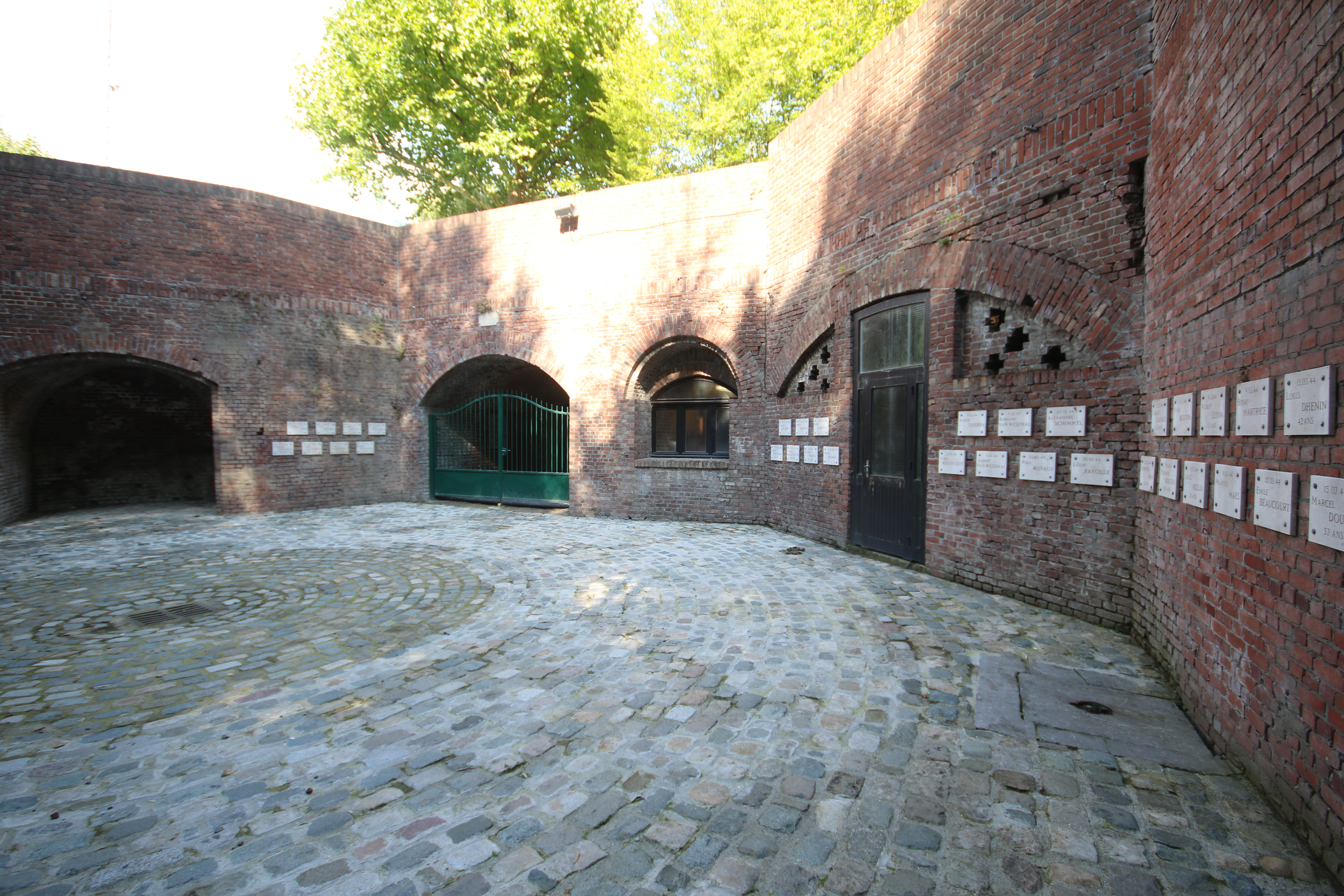
Cour sacrée dans laquelle se dresse, depuis juin 1965, un mémorial rappelant les 68 résistants qui y furent exécutés entre 1943 et 1944 du fort..
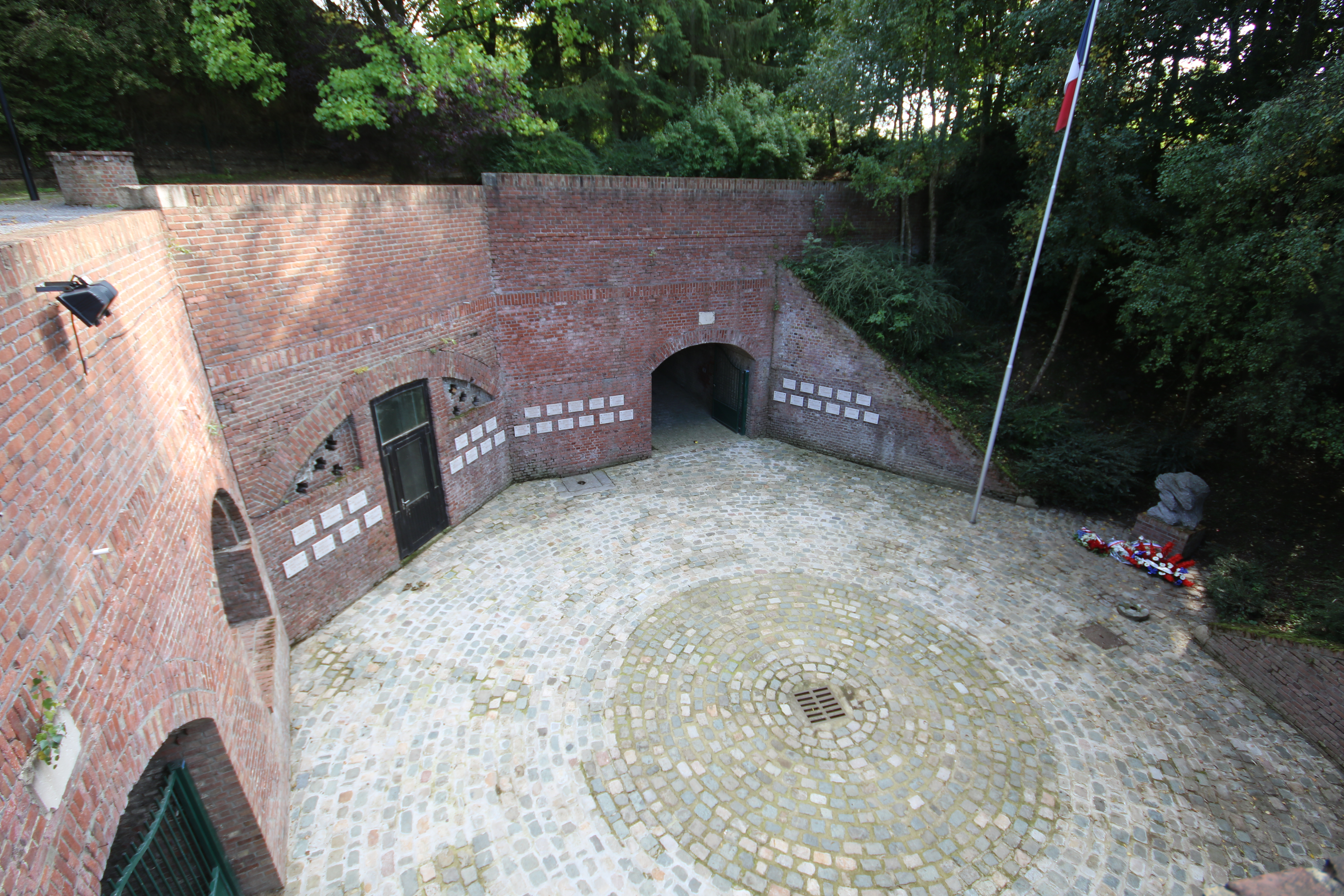
Cour sacrée dans laquelle se dresse, depuis juin 1965, un mémorial rappelant les 68 résistants qui y furent exécutés entre 1943 et 1944 du fortt.
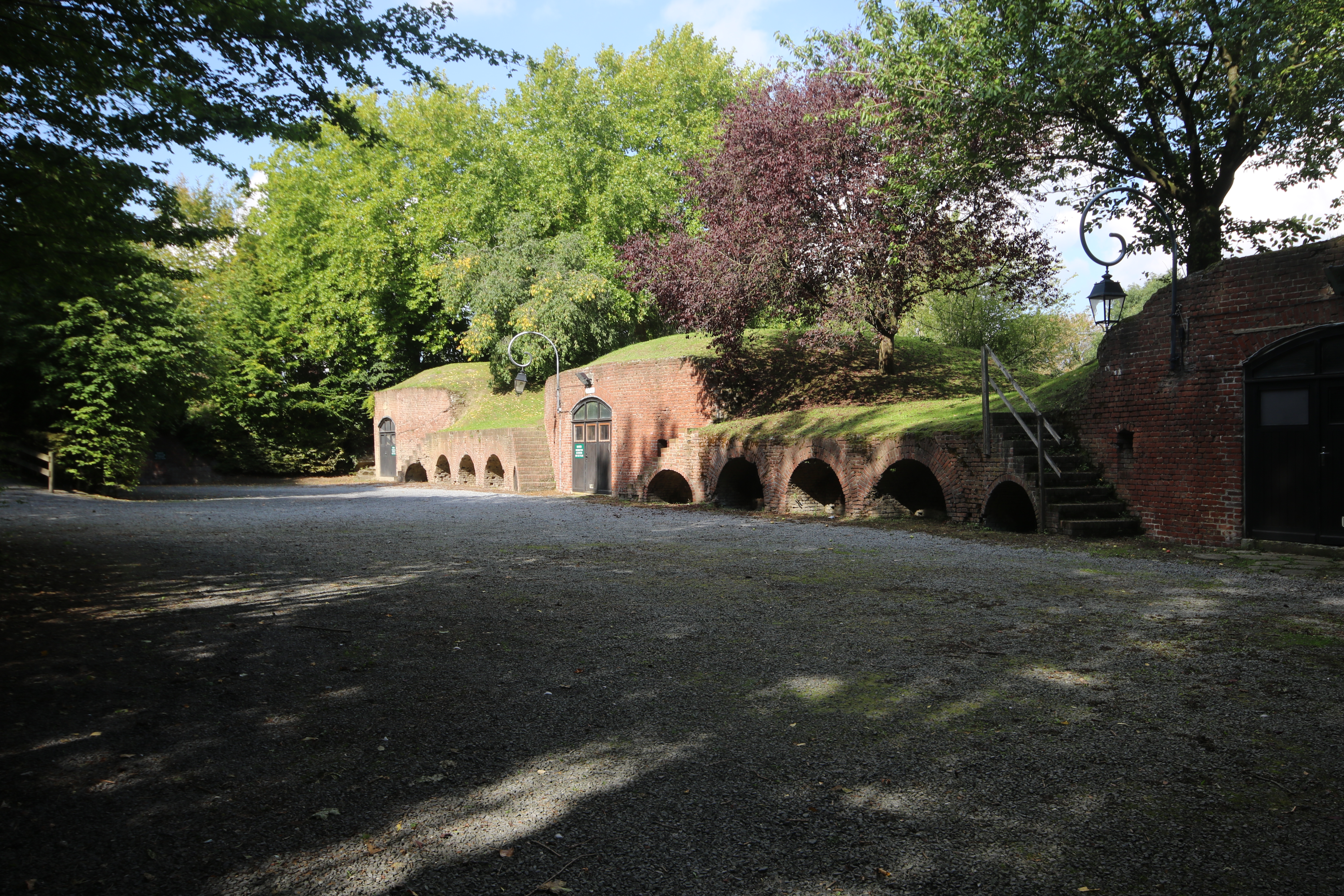
Les plates-formes pour les pièces d'artillerie, et les traverses-abris du fort.
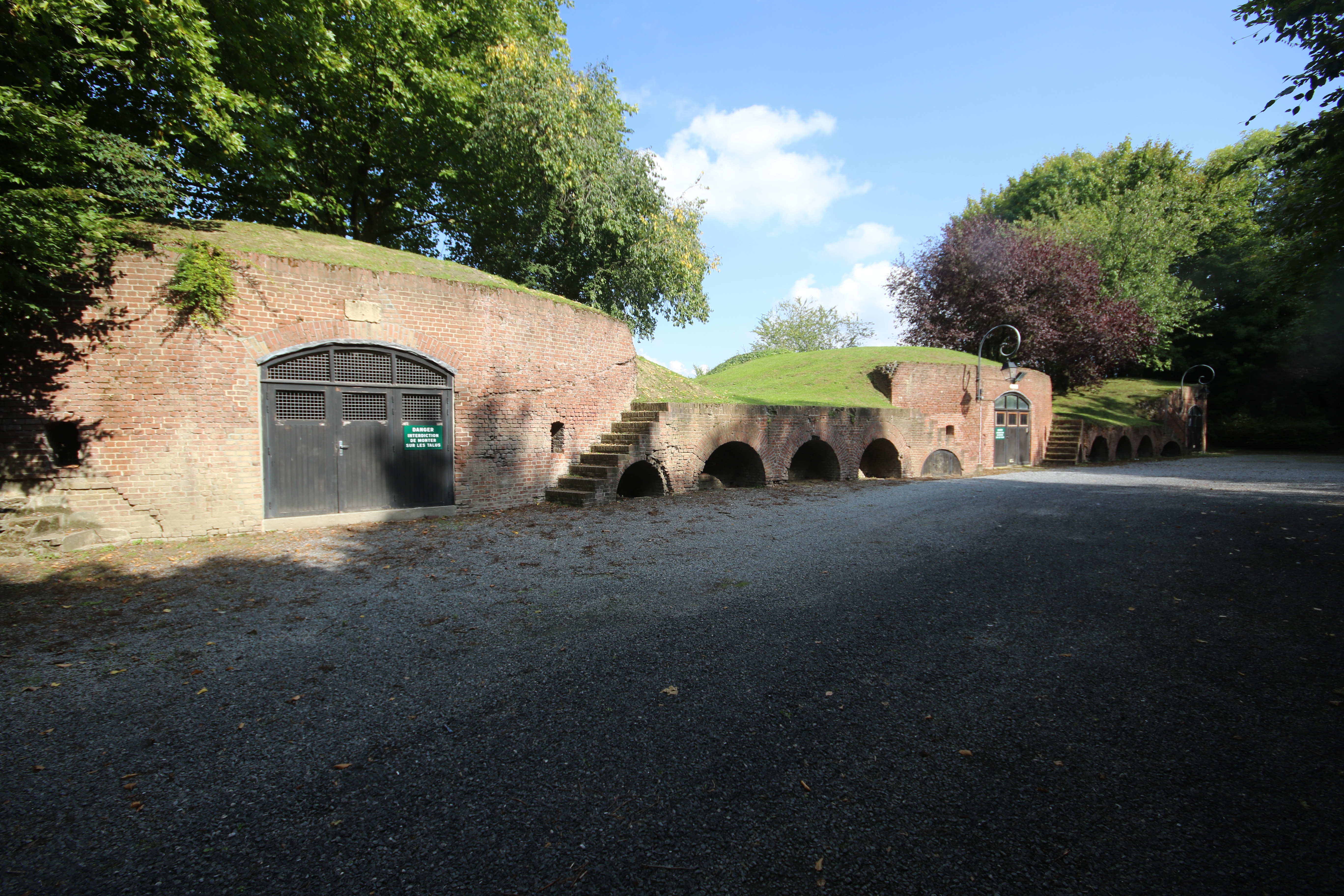
Les plates-formes pour les pièces d'artillerie, et les traverses-abris du fort.